# Wesley Snipes
Wesley Snipes, född 31 juli 1962 i Orlando, Florida (men uppvuxen i The Bronx, New York), är en amerikansk skådespelare, filmproducent och författare.

## Biografi
Snipes föräldrar var  Maryann (född Long) och Wesley Rudolph Snipes, en flygmekaniker. Wesley Snipes långfilmsdebut var i Tjejen som tog hem spelet 1986. 1987 spelade han gängledare i musikvideon till Michael Jacksonlåten Bad (regi Martin Scorsese), Jackson valde ut honom personligen. Han är bland annat känd för att ha spelat vampyrjägaren Blade i de tre Blade-filmerna.
Den 24 april 2008 dömdes han till tre års fängelse för skattebrott. Han sökte resning i USA:s högsta domstol, men nekades 2011. Snipes avtjänade sitt fängelsestraff mellan december 2010 och april 2013.
Han har fyra barn med Nakyung "Nikki" Park.

## Filmografi i urval
| År   | Titel                     | Notering          |
| ---- | ------------------------- | ----------------- |
| 1986 | Tjejen som tog hem spelet |                   |
| 1989 | Värsta gänget             |                   |
| 1990 | Mo' Better Blues          |                   |
| 1990 | King of New York          |                   |
| 1991 | New Jack City             |                   |
| 1991 | Jungle Fever              |                   |
| 1992 | Passagerare 57            |                   |
| 1992 | White Men Can't Jump      |                   |
| 1993 | Boiling Point             |                   |
| 1993 | Blodröd Sol               |                   |
| 1993 | Demolition Man            |                   |
| 1994 | Drop Zone                 |                   |
| 1995 | Money Train               |                   |
| 1995 | High Heels                |                   |
| 1996 | The Fan                   |                   |
| 1997 | Murder At 1600            |                   |
| 1997 | One Night Stand           |                   |
| 1998 | Blade                     |                   |
| 1998 | U.S. Marshals             |                   |
| 2000 | The Art of War            |                   |
| 2002 | Blade II                  |                   |
| 2002 | Liberty Stands Still      |                   |
| 2002 | Undisputed                |                   |
| 2004 | 9 Lives                   |                   |
| 2004 | Blade: Trinity            |                   |
| 2005 | 7 Seconds                 | Direkt till video |
| 2005 | Chaos                     |                   |
| 2005 | The Marksman              | Direkt till video |
| 2006 | The Detonator             | Direkt till video |
| 2006 | Hard Luck                 | Direkt till video |
| 2007 | The Contractor            | Direkt till video |
| 2009 | Brooklyn's Finest         |                   |
| 2010 | Game of Death             | Direkt till video |
| 2012 | Gallowwalkers             | Direkt till video |
| 2014 | The Expendables 3         |                   |
| 2015 | The Player                | TV-serie          |
| 2015 | Chi-Raq                   |                   |